# Erik Vardanyan
Erik Vardanyan (sinh 7 tháng 6 năm 1998 ở Armenia) là một cầu thủ bóng đá chuyên nghiệp người Armenia, hiện đang thi đấu ở vị trí tiền vệ cho câu lạc bộ PFC Sochi và đội tuyển quốc gia Armenia.

## Sự nghiệp

### Câu lạc bộ
Vào ngày 24 tháng 10 năm 2019, Vardanyan gia hạn hợp đồng với Pyunik. Ngày 27 tháng 10 năm 2019, Vardanyan bị đuổi khỏi sân trong trận thua 4–2 trước Ararat Yerevan vì hành vi đẩy trọng tài Henrik Nalbandyan và chửi rủa các cổ động viên đội khách. Kết quả là vào ngày 1 tháng 11 năm 2019, Vardanyan đã bị treo giò tới 6 tháng cho đến ngày 30 tháng 4 năm 2020.
Vào ngày 5 tháng 11 năm 2019, Pyunik tuyên bố bán Erik Vardanyan cho PFC Sochi, với việc chuyển nhượng sẽ được hoàn tất vào ngày 1 tháng 1 năm 2020. Mặc dù hợp đồng của Vardanyan với Sochi về mặt pháp lý không có hiệu lực cho đến năm 2020, nhưng anh không đủ điều kiện chơi cho Pyunik và do đó anh đã bắt đầu tập luyện với đội bóng mới ngay sau khi ký hợp đồng.

### Đội tuyển quốc gia
Vardanyan ra mắt đội tuyển quốc gia Armenia ở tuổi 19 trong trận đấu giao hữu với Belarus ngày 9 tháng 11 năm 2017. Anh vào sân để thay cho Edgar Malakyan ở phút 78 và ghi bàn ấn định chiến thắng 4–1 cho đội nhà chỉ 6 phút sau đó.

## Thống kê sự nghiệp

### Câu lạc bộ
Tính đến trận đấu diễn ra ngày 27 tháng 10 năm 2019
| Câu lạc bộ          | Mùa giải            | Giải vô địch            | Giải vô địch | Giải vô địch | Cúp quốc gia | Cúp quốc gia | Châu lục | Châu lục | Khác | Khác | Tổng | Tổng |
| Câu lạc bộ          | Mùa giải            | Hạng đấu                | Trận         | Bàn          | Trận         | Bàn          | Trận     | Bàn      | Trận | Bàn  | Trận | Bàn  |
| ------------------- | ------------------- | ----------------------- | ------------ | ------------ | ------------ | ------------ | -------- | -------- | ---- | ---- | ---- | ---- |
| Pyunik              | 2015–16             | Armenian Premier League | 0            | 0            | 0            | 0            | 0        | 0        | -    | -    | 0    | 0    |
| Pyunik              | 2016–17             | Armenian Premier League | 10           | 0            | 1            | 0            | 0        | 0        | -    | -    | 11   | 0    |
| Pyunik              | 2017–18             | Armenian Premier League | 20           | 4            | 2            | 0            | 1        | 0        | -    | -    | 23   | 1    |
| Pyunik              | 2018–19             | Armenian Premier League | 21           | 8            | 0            | 0            | 0        | 0        | -    | -    | 21   | 8    |
| Pyunik              | 2019–20             | Armenian Premier League | 9            | 0            | 0            | 0            | 5        | 1        | -    | -    | 14   | 1    |
| Pyunik              | Tổng                | Tổng                    | 60           | 12           | 3            | 0            | 6        | 1        | -    | -    | 69   | 13   |
| Mika (mượn)         | 2015–16             | Armenian Premier League | 1            | 0            | 0            | 0            | –        | –        | –    | –    | 1    | 0    |
| Tổng cộng sự nghiệp | Tổng cộng sự nghiệp | Tổng cộng sự nghiệp     | 61           | 12           | 3            | 0            | 6        | 1        | -    | -    | 70   | 13   |

### Quốc tế
Thống kê chính xác tính đến trận đấu diễn ra ngày 14 tháng 11 năm 2021
| Đội tuyển quốc gia Armenia | Đội tuyển quốc gia Armenia | Đội tuyển quốc gia Armenia |
| Năm                        | Trận                       | Bàn thắng                  |
| -------------------------- | -------------------------- | -------------------------- |
| 2017                       | 1                          | 1                          |
| 2018                       | 1                          | 0                          |
| 2019                       | 3                          | 0                          |
| 2021                       | 3                          | 0                          |
| Tổng                       | 8                          | 1                          |

### Bàn thắng quốc tế
Tính đến 13 tháng 11 năm 2017
| #  | Ngày                | Địa điểm                             | Đối thủ | Tỉ số | Kết quả | Giải đấu | Ref   |
| -- | ------------------- | ------------------------------------ | ------- | ----- | ------- | -------- | ----- |
| 1. | 9 tháng 11 năm 2017 | Republican Stadium, Yerevan, Armenia | Belarus | 4–1   | 4–1     | Giao hữu | [ 7 ] |

## Danh hiệu

### Pyunik
- Á quân Armenia Premier League: 2018–19
- Á quân Armenian Cup: 2016–17, 2015–16
- Armenian Supercup: 2015–16